# Condado de De Baca
O Condado de De Baca é um dos 33 condados do Estado americano do Novo México. A sede do condado é Fort Sumner, e sua maior cidade é Fort Sumner. O condado possui uma área de 6 045 km² (dos quais 23 km² estão cobertos por água), uma população de 2 240 habitantes, e uma densidade populacional de 0,3 hab/km² (segundo o censo nacional de 2000). O condado foi fundado em 1917.